# Marele Duce Nicolae Constantinovici al Rusiei
Marele Duce Nicolae Constantinovici al Rusiei (14 februarie 1850 – 26 ianuarie 1918) a fost fiul cel mare al Marelui Duce Constantin Nicolaevici și a Marii Ducese Alexandra Iosifovna și nepot al Țarului Nicolae I al Rusiei.
A fost membru onorific al Societății ruse de geografie.